# Talsint
Talsint (arabiska: تالسينت) är en ort i Marocko, som i folkräkningen räknas som stad i landskommunen med samma namn. Den ligger i provinsen Figuig och regionen Oriental, 400 km sydost om huvudstaden Rabat. Antalet invånare var 9 079 vid folkräkningen 2014.